# Ochyrocera ibitipoca
Ochyrocera ibitipoca là một loài nhện trong họ Ochyroceratidae. Loài này phân bố ở Brasil.